# Podul peste Valea Rea de la Cornu
Podul peste Valea Rea este un pod rutier de tip hobanat din comuna Cornu, județul Prahova. Podul, construit peste pârâul Valea Rea, este traversat de drumul comunal DC1 și unește satele Cornu de Jos și Cornu de Sus.

## Istoric

### Context
Un pod care să unească cele două sate ale comunei Cornu a fost început în 1907 și realizat în anii 1910, în perioada mandatelor a doi primari ai localității. Podul era de tip boltă dublu încastrată, având o deschidere de 20,5 m și o lățime a părții carosabile de 4,40 m, iar rampele de acces la el erau formate din curbe și contracurbe cu raze reduse.
Traseul vechi al drumului în zona în care acest pod traversa valea era extrem de sinuos, iar podul a fost construit la o cotă mult inferioară celei a șoselei, pentru a i se reduce lungimea. Din acest motiv, drumul cobora înspre pod pe o pantă de 15% dinspre Câmpina, respectiv una de 11% dinspre Breaza. 
Odată cu creșterea circulației prin localitate și a gabaritelor unora din vehicule, constrângerile generate de geometria podului au început să creeze probleme, ducând la dese accidente pe timpul iernii sau la întreruperea traficului pe pod în perioadele cu polei. Vizibilitatea era drastic redusă din cauza șerpuirii șoselei în zona traversării Văii Rele, iar pârâul era un generator suplimentar de incidente, cauzând alunecări de teren pe porțiuni din cursul lui.

### Construcție
Ținând cont de toate dezavantajele prezentate de geometria și limitările vechiului pod rutier, la începutul anilor anilor 2000 au fost studiate 4 soluții pentru realizarea unui pod nou peste Valea Rea și a fost aleasă soluția unui pod hobanat cu structură hibridă. Proiectantul podului, compania Search Corporation, sub conducerea inginerului Victor Popa, a decis să mărească razele curbelor rampelor de acces la pod și să ridice linia roșie cu aproximativ 8 metri, pentru a îl aduce la aproximativ aceeași cotă cu drumul și a micșora astfel declivitățile.
Firma care a executat lucrarea a fost Centrala de Construcții Căi Ferate, iar podul peste Valea Rea a fost primul pod hobanat cu structură hibridă din România. Costul total al investiției a fost de 23 miliarde de lei. Finanțarea s-a făcut într-o perioadă în care Adrian Năstase, prim-ministrul de la acea vreme, precum și mulți alți demnitari, aveau case de vacanță în localitatea Cornu. Construcția podului a început în 2002 și s-a încheiat în anul 2005.

## Caracteristici tehnice și dimensionale

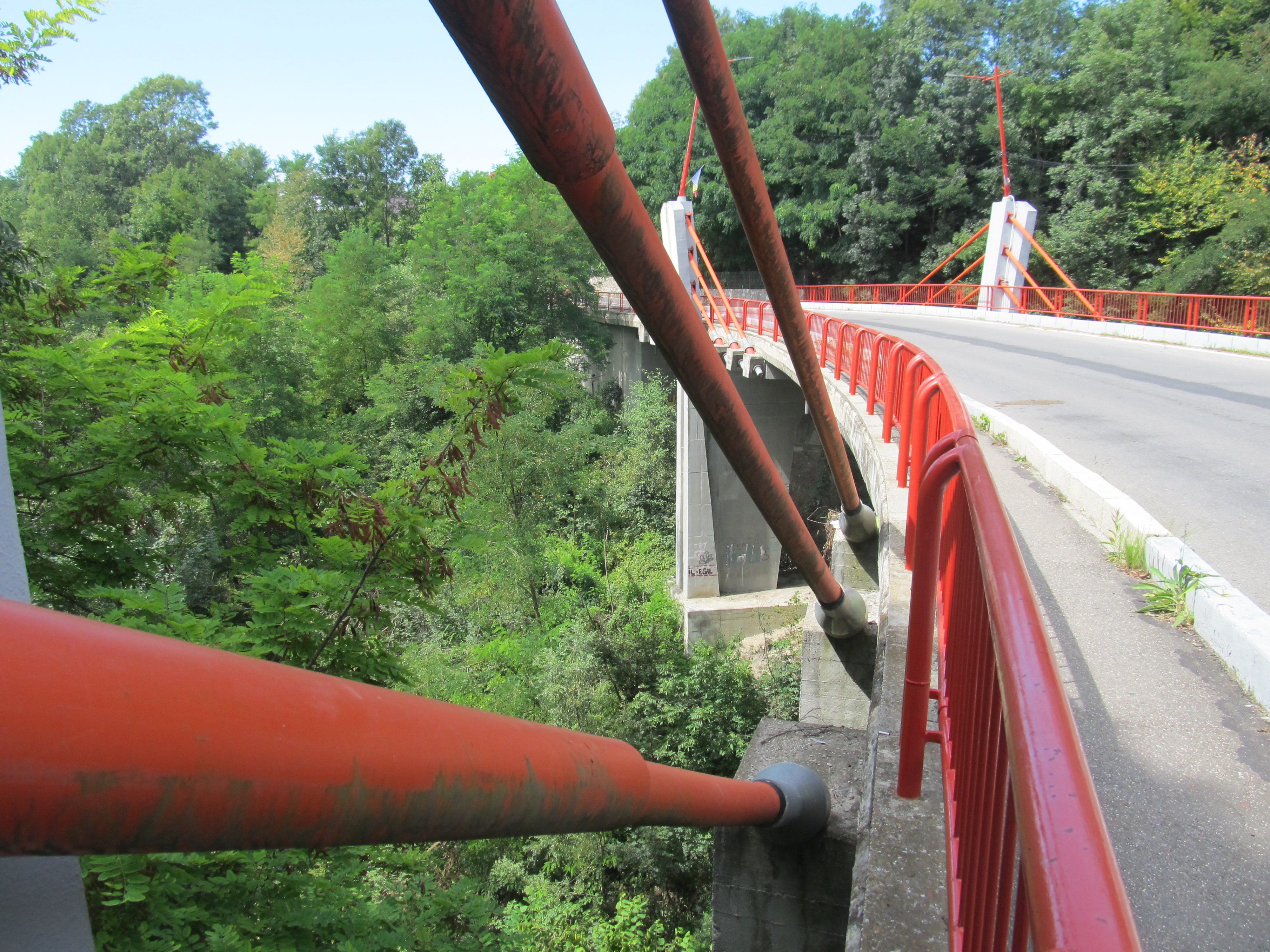
Detaliu de prindere a hobanelor

Podul peste Valea Rea de la Cornu are trei deschideri, două laterale, de câte 15 m lungime fiecare, și una centrală, în lungime de 42 m (15,00 m + 42,00 m + 15,00 m). Înălțimea tablierului este de 1 m.
Podul are o structură din beton  armat în cele două deschideri laterale și pe aproximativ 12 m de fiecare parte a deschiderii centrale, respectiv o structură mixtă cu conlucrare în zona mediană a deschiderii centrale, de tip grinzi din oțel și platelaj din beton armat.
Lungimea totală a suprastructurii, măsurată în axul căii, este de 72 m. Lățimea părții carosabile, care include și cele două trotuare, este de 11 m. Drumul comunal DC1, care traversează podul și poartă denumirea de strada Mihai Viteazu, are câte o bandă pentru fiecare sens de circulație.

## Exploatare
În zilele de 5 și 6 februarie 2011, pe malul drept al pârâului Valea Rea s-a produs o alunecare care a condus la prăbușirea unui teren cu o suprafață de aproximativ 400 m2. Alunecarea a obturat parțial albia pârâului, conducând la „o acumulare continuă de apă”. Comitetul Local pentru Situații de Urgență al comunei Cornu a considerat că aceasta „poate pune în pericol culeea podului” și a cerut intervenția specialiștilor Comitetului Județean pentru Situații de Urgență Prahova. Pe 7 februarie 2011, o echipă mixtă, alcătuită din membri ai Inspectoratului Județean în Construcții Prahova, Inspectoratului Județean pentru Situații de Urgență, Sistemului de Gospodărire a Apelor Prahova și primăriei Cornu a întocmit o notă la fața locului, constatând că alunecarea de teren „poate influența negativ stabilitatea culeei podului”. Echipa a stabilit responsabilitățile fiecărei instituții și măsurile de urgență care se impuneau pentru înlăturarea efectelor alunecării.
Un raport adoptat prin hotărârea nr. 23 a Consiliului Local Cornu, în urma ședinței desfășurate pe 26 martie 2013, constata că starea tehnică a podului în acel moment era „bună”.